# Wellala Hettige Chathura Gunaratne
Wellala Hettige Chathura Gunaratne, von der FIFA als Chathura Wellala bezeichnet, (* 8. September 1982) ist ein sri-lankischer Fußballspieler.

## Verein
Chathura Gunaratne, der das St. Servatius’ College in Matara besuchte, begann seine Karriere bei seinem Heimatverein Matara SC. Nach guten Leistungen, die den Mittelfeldspieler auch in die Nationalmannschaft seines Heimatlandes gelangen ließen, wechselte er zu Negombo Youth SC. Derzeit spielt er für Don Bosco SC.

## Nationalmannschaft
Er ist Mitglied der sri-lankischen Fußballnationalmannschaft und gehörte zur zweitplatzierten Auswahl seines Heimatlandes beim AFC Challenge Cup 2006. Im Jahr 2007 kam er bei den beiden WM-Qualifikationsspielen gegen die Auswahl Katars zum Einsatz. Auch beim AFC Challenge Cup 2008 gehörte er zum Kader. Bei diesem Turnier trug er die Rückennummer 25. Die beiden WM-Qualifikationsspiele gegen die philippinische Fußballnationalmannschaft im Jahr 2011 bestritt Chathura Wellala ebenfalls und erzielte dabei beim 1:1-Unentschieden den einzigen Treffer für Sri-Lanka. In den Jahren 2006 bis 2011 absolvierte er insgesamt 31 Länderspiele, bei denen er viermal ins gegnerische Tor traf.